# Pohrebysjtje
Pohrebysjtje (ukrainska: Погребище) är en småstad i Vinnytsia oblast i Ukraina. Staden var tidigare administrativt centrum i Pohrebytsjtje rajon, fram till att rajonen avskaffades vid den administrativa reformen 2020. Därefter införlivades området i Vinnytsia rajon. Pohrebytsjtje ligger nära källflödena till floden Ros. Invånarantalet uppgick till 9 209 enligt en uppskattning från 2022.

## Namn
Pohrebysjtje har många namn på andra språk. På polska: Pohrebyszcze, ryska: Погребище, Pogrebisjtje, jiddisch: פרהאבישטא Prhobishta.

## Historia

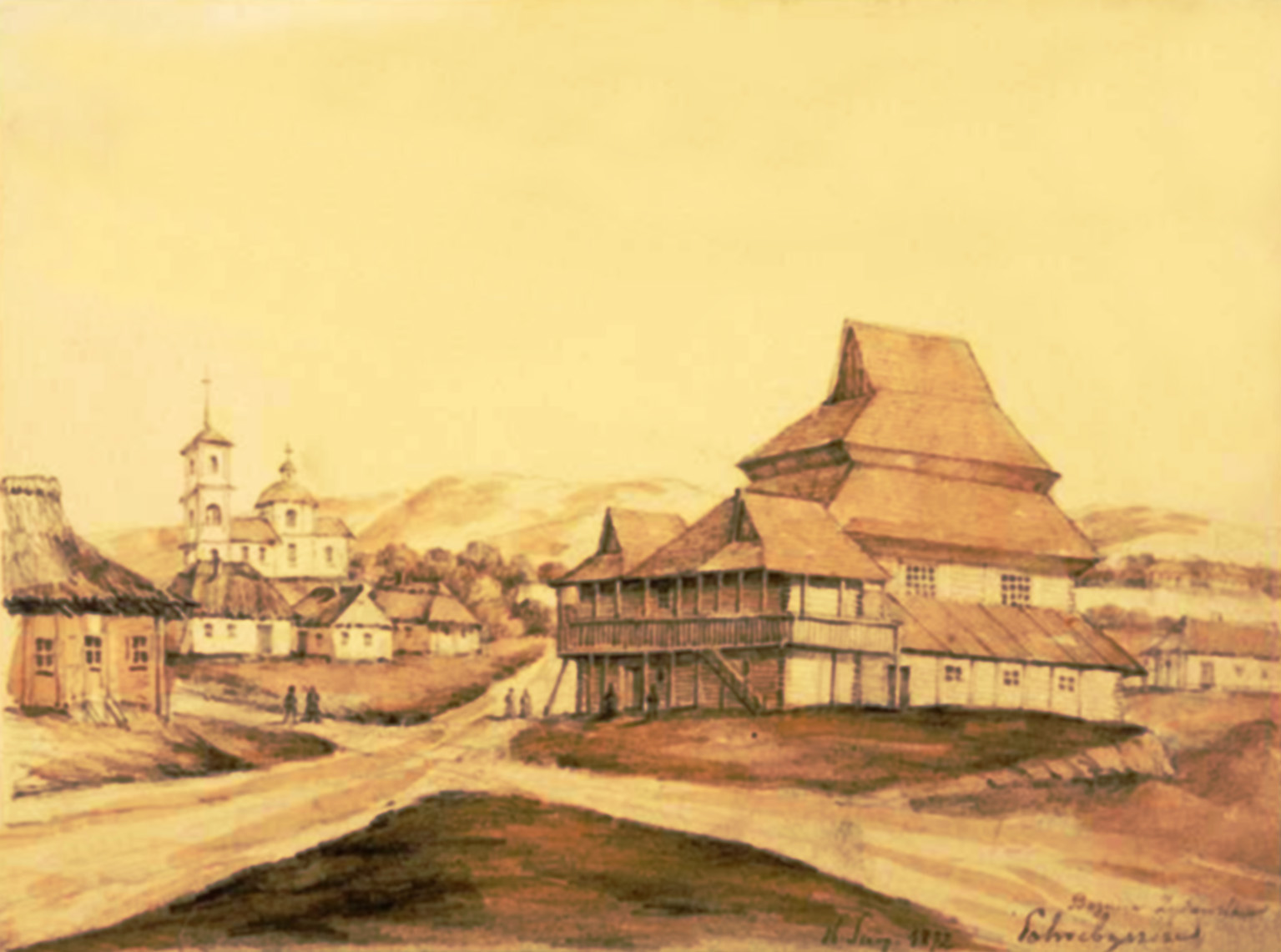
Synagogan och församlingsskyrkan, av Napoleon Orda

Staden är mycket gammal och namnets ursprung är inte helt klarlagt. Pohrebysjtje betyder på ukrainska ungefär ”stor källare”. Samtidigt kan verbet pohrebaty tolkas som ”att begrava”. Enligt den ryske etnografen Lavrentij Pokhylevitj, som 1884 publicerade verket Berättelser om bebodda platser i Kievprovisen, hette staden Rokitnja före den mongoliska invasionen av Rus under Kievs storhetstid. Mongolerna jämnade då staden med marken och lämnade endast källarna kvar.
Staden omnämns för första gången i skriftliga källor år 1148. Under många år tillhörde den Kievs vojvodskap inom det polsk-litauiska samväldet. Under Chmelnytskyj-upproret (1648–1657) förstördes staden fullständigt år 1653 av Stefan Czarniecki. År 1795 kom staden att tillhöra det ryska imperiet.

## Demografi
Enligt den ukrainska folkräkningen år 2001 hade Pohrebysjtje en befolkning på 10 673 invånare, av vilka nästan alla är etniska ukrainare. Den exakta etniska sammansättningen var:
| Etnisk grupp | Andel (%) |
| ------------ | --------- |
| Ukrainare    | 98,08     |
| Ryssar       | 1,38      |
| Polacker     | 0,18      |
| Belarusier   | 0,16      |

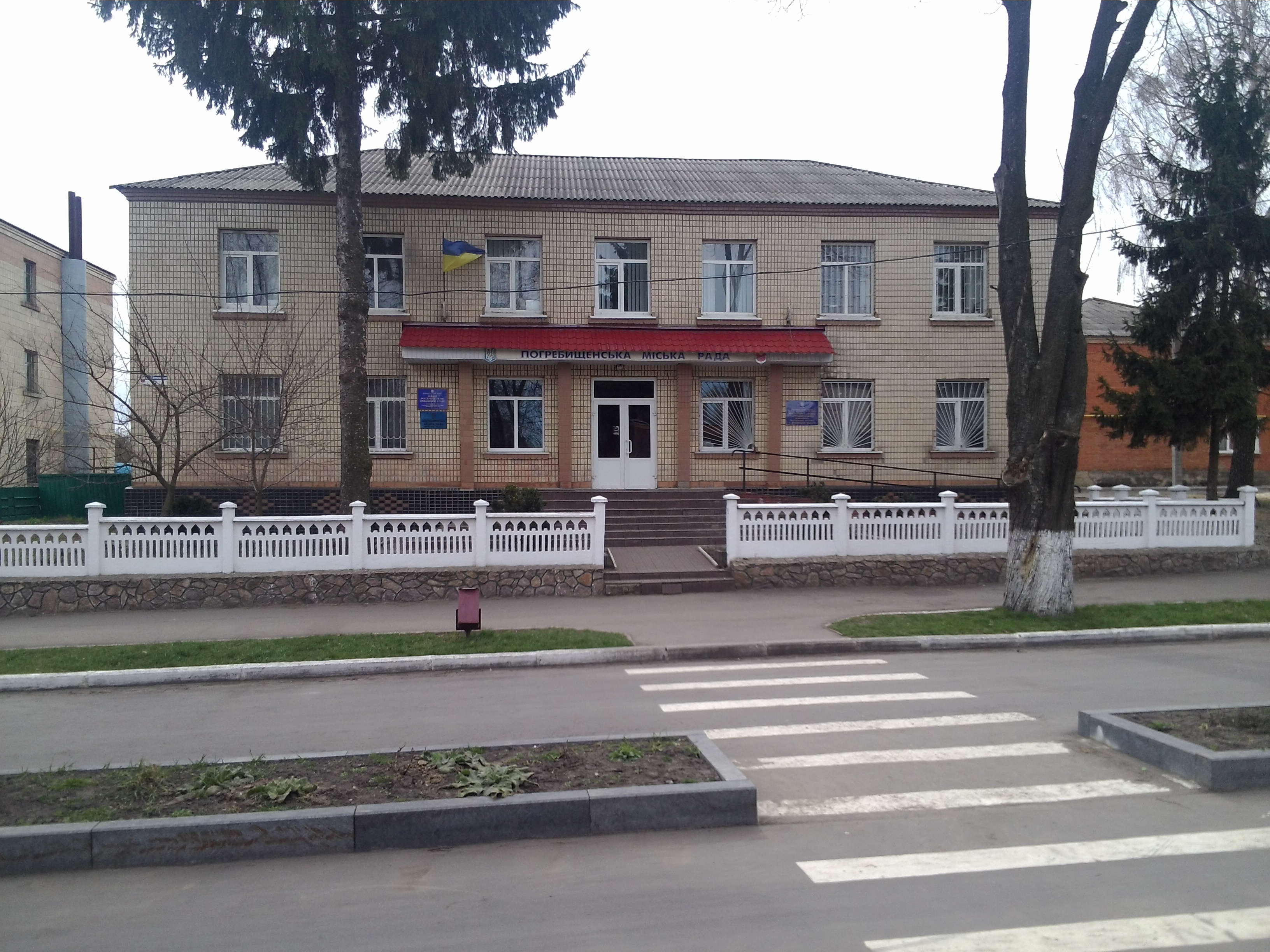
Stadshuset
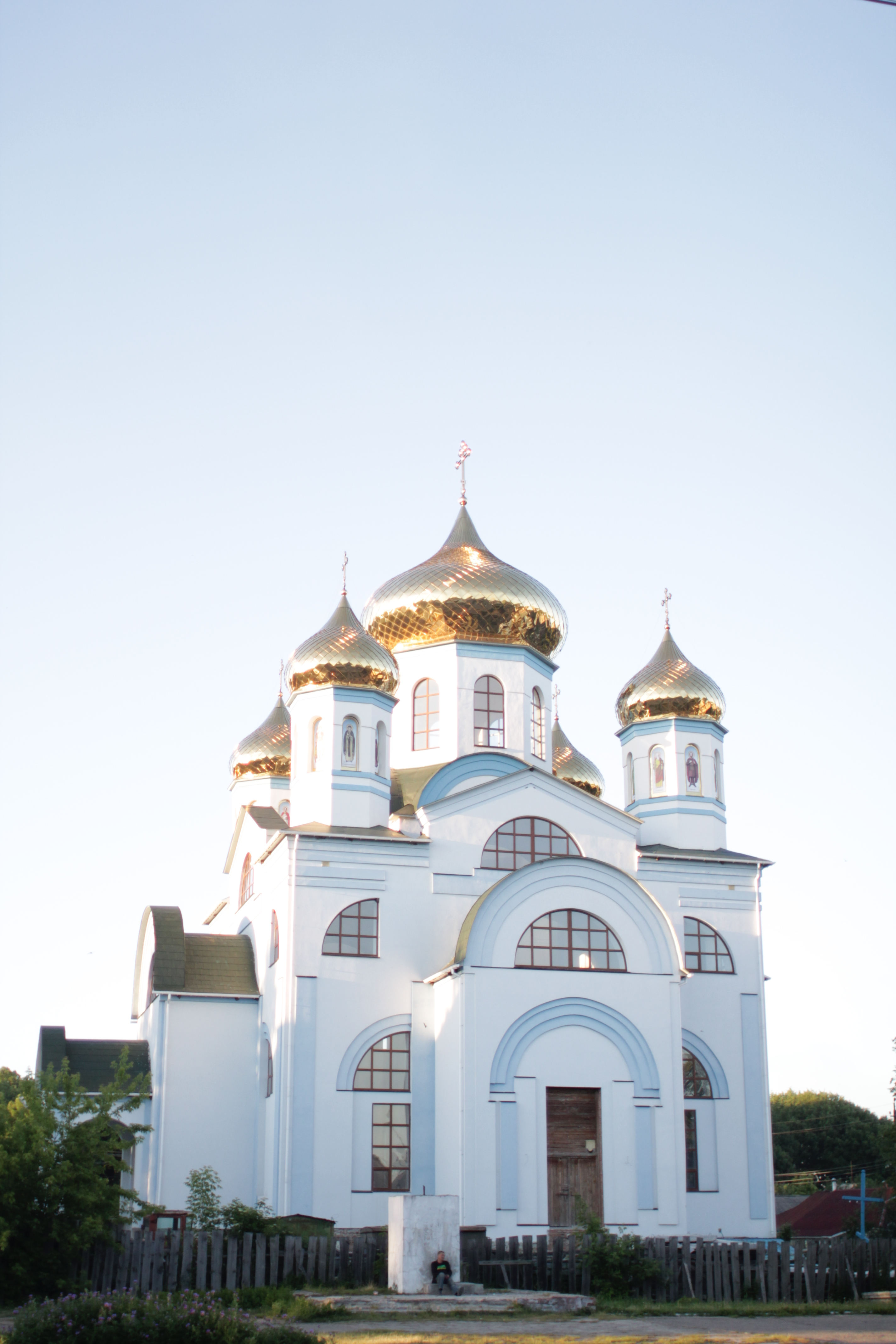
Kyrkan i Pohrebysjtje
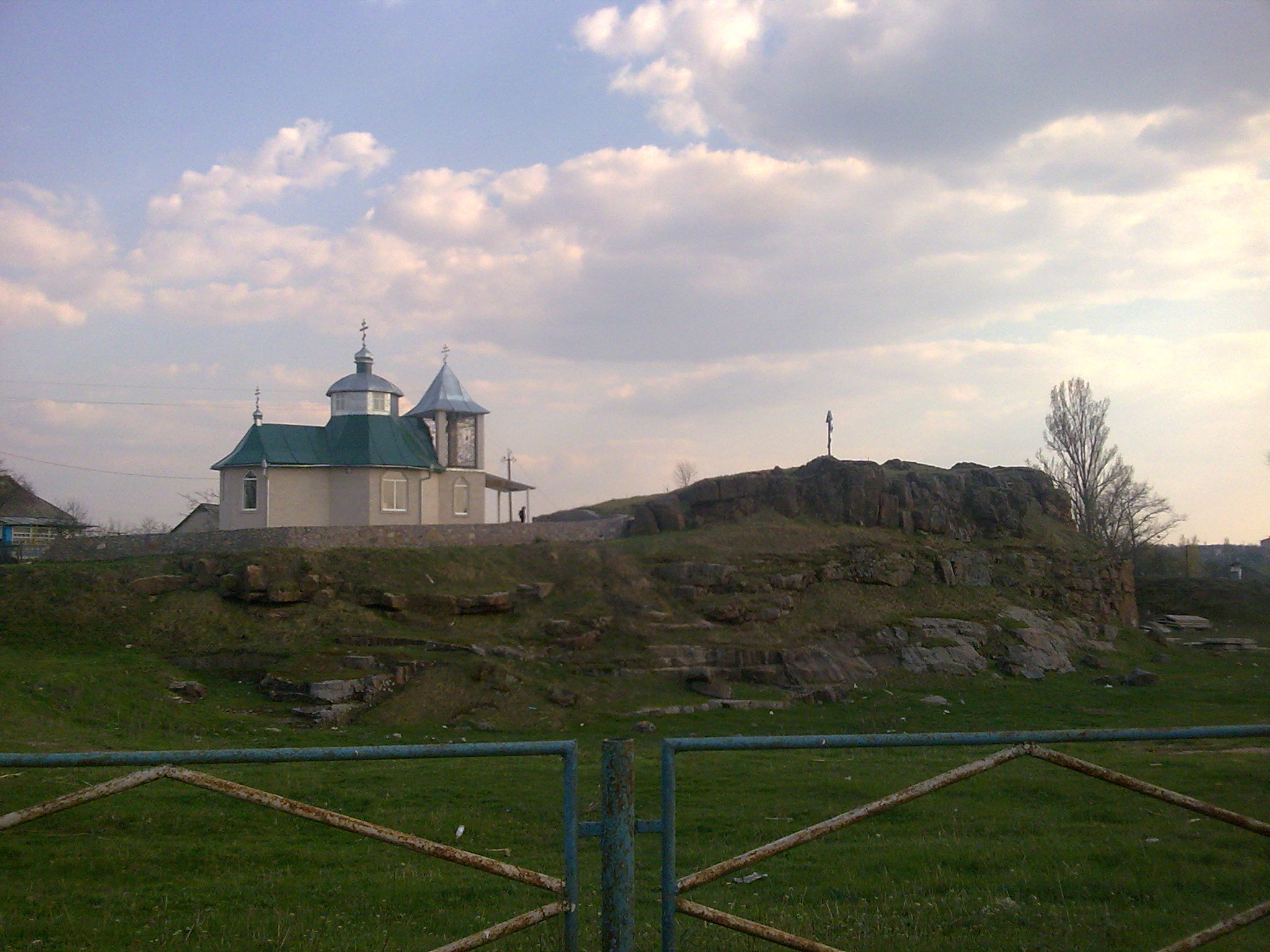
Kapell nära staden
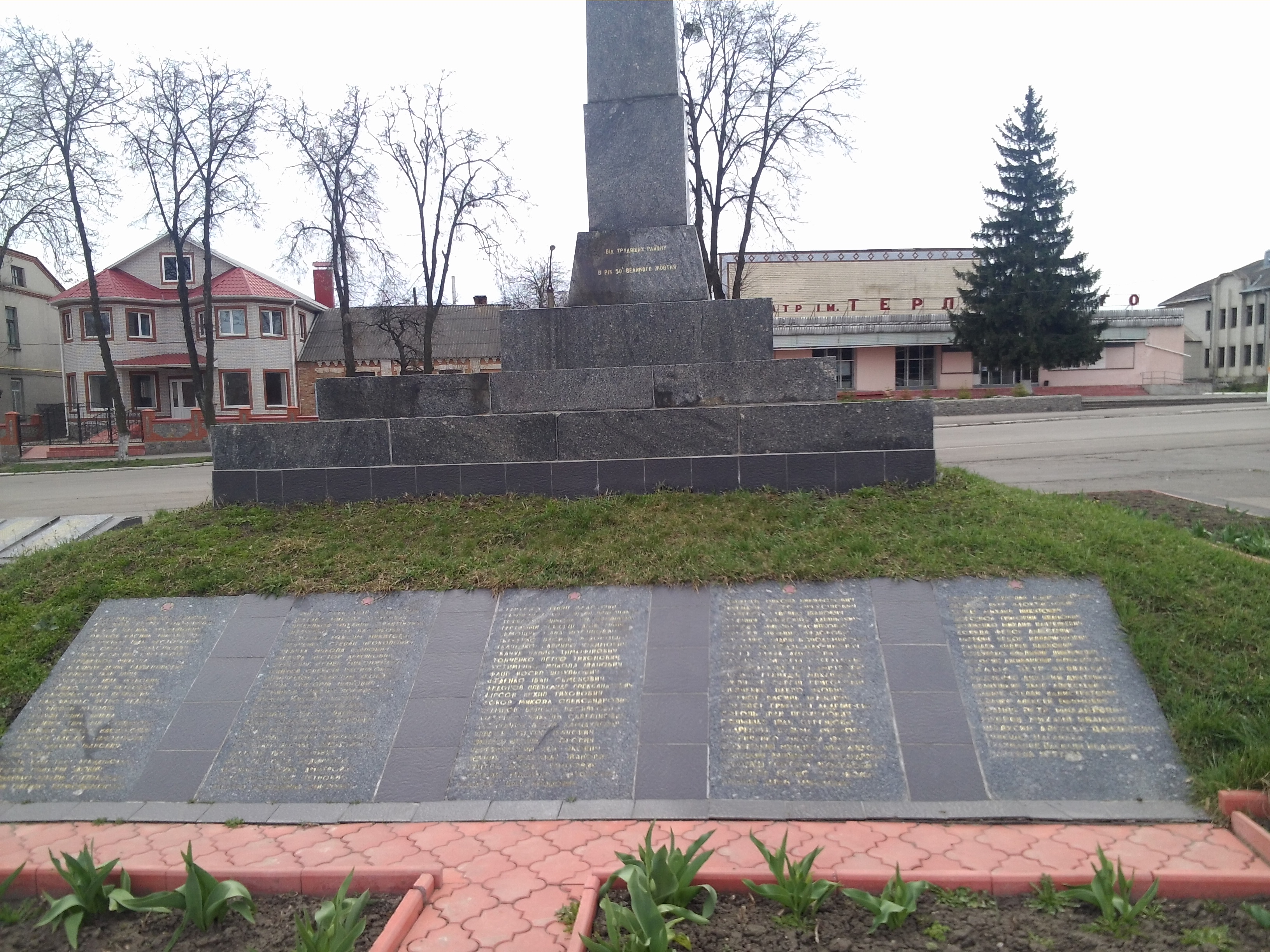
Minnesmärke över Andra världskriget